# Auditorio Nacional
L'Auditorio Nacional è un edificio a Città del Messico dove si svolgono concerti di musica, esposizioni d'arte, spettacoli teatrali e di danza, tra gli altri generi. L'auditorium nacional è situato in Paseo de la Reforma al n°50 proprio di fronte alla zona alberghiera di Polanco, accanto al Campo Marte.
Nell'auditorium si sono svolti concerti di ogni genere di musica. Alcuni tra gli artisti più famosi che si sono esibiti qui sono Franz Ferdinand, Luis Miguel, Julio Iglesias, Pet Shop Boys, The Rasmus tra gli altri.
Fu anche sede della nascita del Partito Socialista Messicano nel 1988.

## Storia

### Anni 1950
Nel 1952, l'Auditorio Nacional fu ufficialmente aperto e il primo nome che ebbe fu quello di Auditorio Municipal. In quello stesso anno ospitò la 35° convenzione annuale del Lions Club. Nel 1954 fu sede delle partite di Basket e di Pallavolo dei giochi centroamericani. Nel 1955 ospitò la fiera Internazionale del tessile e dei vestiti, i Giochi Panamericani, Holiday On Ice e l'opera di George Gershwin. Per la prima volta anche l'orchestra filarmonica dell'UNAM diretta da Jose Iturbi.
Nell'anno 1956 ci furono più presentazioni esclusive come il primo Salone internazionale dell'Auto e del motociclo, l'INBA, fu anche sede dell'esposizione nazionale avicola, e nel 1957 si svolse per prima volta le fiera della casa che si svolse nell'auditorio per i seguenti 19 anni. Nel 1959 si esibirono: il Balletto di San Francisco, la Filarmonica di New York, un matrimonio collettivo di 5.000 coppie e la rassegna mondiale dei festival cinematografici.

### Anni 1960
Per iniziare gli anni sessanta, nel 1960, l'auditorio nacional continuò a essere sede di eventi nazionali significativi che si erano già svolti nel decennio precedente e nel 1961 Igor' Fëdorovič Stravinskij diresse l'orchestra sinfonica nazionale.
Però nel 1961 l'esibizione più attesa fu quella dell'artista americano Louis Armstrong
Nel 1962 si esibì Paul Anka e il Festival artistico di Berlino, l'anno seguente si svolsero eventi di rilievo internazionale come le esibizioni del balletto del Bolshoi e dell'opera di Fu-Shing. Nel 1964 si presentò il Gran Circo Russo di Mosca, un grande e fantastico omaggio al rivoluzionario messicanoEmiliano Zapata.
Nel 1965 si esibirono il balletto Ungherese, l'orchestra filarmonica di Londra e l'opera di Parigi
Nel 1967 si esibì il Jazzista Duke Ellington.

### Anni 1970 e 1980
Nel 1975 il presidente messicano José Lopéz Portillo ebbe la sua presa di potere proprio nell'Auditorio.
Nel 1978 si esibirono grandi artisti come Julio Iglesias e Gloria Gaynor.
Nel 1985 si celebrò la commemorazione del venticinquesimo anniversario della Rivoluzione cubana.

### Anni 1990
Nel primo anno del nuovo decennio iniziarono i lavori di ristrutturazione dell'auditorio. Gli architetti Teodoro González de León e Abraham Zabludovsky progettarono la risistemazione della struttura. Nel 1991 si esibirono Plácido Domingo, Celia Cruz e Guadalupe Pineda.
Nel 1992 si presentò il festival di Jazz e Blues con B.B. King, Ray Charles e Chuck Berry e a fine anno si esibì James Brown.
Nell'anno seguente si esibirono Bon Jovi, Chicago, Luis Miguel e Michael Bolton. Nell'auditorio ebbe sede quell'anno anche il concorso di Miss Universo e si esibì l'Orchestra filarmonica d'Israele e si presentò al pubblico il musical Il Mago di Oz.
Nel 1996 si esibirono Miguel Bosé e Shakira.
Nel 1997 tenne il suo spettacolo David Copperfield e il musical di Disney su ghiaccio Toy Story.

## Anni 2000 e 2010
Nel primo anno del nuovo millennio si esibirono i Cranberries e successivamente Miguel Bosé e si inaugurò anche l'Organo Monumentale dell'auditorio.
Nel 2001 si esibirono Elton John e Sting e venne rappresentata la Madama Butterfly.
Nel 2004 Luis Miguel batté il suo record di rappresentazione con 25 spettacoli.
Nel 2005 venne rappresentato il musical americano Cats ed ebbe la sua prima edizione il festival internazionale di jazz di Città del Messico. L'anno successivo ospitò i Pet Shop Boys per la loro data messicana del Fundamental Tour, il cui concerto venne registrato e pubblicato sotto forma di DVD intitolato Cubism.
Nel 2012 è ha ospitato una delle tre date messicane dell'Inedito World Tour di Laura Pausini registrando il sold out.